# Dernbach (Eisbach)
Der Dernbach ist der knapp 7,5 km lange, linke  bzw. nordöstliche Quellbach des Eisbachs im Landkreis Südliche Weinstraße (Rheinland-Pfalz).

## Geographie

### Verlauf
Der Dernbach verläuft im Südteil des Mittleren Pfälzerwalds. Seine Quelle befindet sich auf etwa 364 m ü. NHN am Osthang des 526 m hohen Langentalkopfs. Von dort fließt er in überwiegend südlicher Richtung und nimmt noch vor Ramberg außer einigen weiteren kleinen Bächen den von links bzw. Norden zufließenden und nur wenige hundert Meter langen Waltersbach auf. Im Dorf selbst münden unter anderen der Ramberger Bach von Westen und der Ohlsbach von Osten ein. Anschließend durchfließt der Dernbach den namengebenden Ort, an dessen Nordrand der von Osten heranfließende Leinbach einmündet.
Unterhalb des Vogelstockerhofs, in der Gemarkung von Annweiler am Trifels, vereinigt sich der Dernbach auf etwa 174 m Höhe mit dem von rechts aus Richtung Nordwesten kommenden Eußerbach zum Eisbach, einem Zufluss des Rheinnebenflusses Queich.
Das Einzugsgebiet des oberen Dernbachs grenzt im Nordosten an die Wasserscheide zwischen der Queich im Süden und des Speyerbachs im Norden.

### Zuflüsse
- Waltersbach (links), 0,4 km
- Nebelsbach (Bach vom Drenselberg) (links), 0,6 km
- Holpertalbach (links), 0,7 km
- Talbach (links), 0,5 km
- Ramberger Bach[2] (Mutterbach[2], Dorfwiesenbächel[1]) (rechts), 1,2 km
- Ohlsbach (links), 1,2 km
- Hermersbach[2] (Bach vom Schwörstein[2]) (rechts), 1,1 km
- Bach von den Wochenendhäusern (links)
- Leinbach (links), 1,3 km
- Pfalzbach (rechts), 0,7 km
- Sandbach (links), 0,9 km
- Waldbach (links), 0,6 km

## Sehenswürdigkeiten
In der waldreichen Umgebung des Dernbachs liegen die Ruinen der Burgen Meistersel, Neuscharfeneck und Ramburg, jenseits des Modenbachtals die Ruine der Frankenburg.